# Ciclismo en los Juegos Olímpicos de París 2024 – Keirin femenino
La prueba de ciclismo en pista de Keirin femenino en los Juegos Olímpicos de París se llevó a cabo en París, Francia desde el 7 al 8 de agosto de 2024 en el Velódromo de Saint-Quentin-en-Yvelines de la ciudad de París.

## Formato de competición
Esta disciplina consta de dos fases: una primera fase de clasificación y una segunda fase de finales. La prueba de Keirin en el ciclismo de pista es una carrera que consta de 6,5 vueltas detrás de un lanzador en ciclomotor dentro del velódromo que va aumentando gradualmente su velocidad hasta alcanzar los 50 km/h en las últimas vueltas, momento en el que el lanzador abandona la pista y se produce un sprint de 2,5 vueltas para los ciclistas y competir por la victoria. El ganador es el primero en cruzar la línea de meta.
En competiciones como los Juegos Olímpicos, se realizan rondas de repechajes, semifinales y finales, donde los mejores ciclistas avanzan a la siguiente etapa.

## Horario
Todos los horarios están en UTC tiempo de Francia (+1 GMT)
| Fecha                         | Tiempo | Evento           |
| ----------------------------- | ------ | ---------------- |
| Miércoles 7 de agosto de 2024 | 06:26  | Primera ronda    |
| Miércoles 7 de agosto de 2024 | 08:10  | Repechajes       |
| Jueves 8 de agosto de 2024    | 10:18  | Cuartos de final |
| Jueves 8 de agosto de 2024    | 11:15  | Semifinales      |
| Jueves 8 de agosto de 2024    | 12:01  | Finales          |

## Resultados

### Clasificación
- Las clasificaciones finalizaron de la siguiente forma:[4]

| Clasificación | Clasificación | Clasificación | Clasificación        | Clasificación | Clasificación     |
| Serie         | Posición      | País          | Ciclistas            | Tiempo        | Vel. media (km/h) |
| ------------- | ------------- | ------------- | -------------------- | ------------- | ----------------- |
| 1             | 1             | Nueva Zelanda | Ellesse Andrews      | 10.979"       | 65.580 Q          |
| 1             | 2             | Francia       | Mathilde Gros        | +0.014        |                   |
| 1             | 3             | Reino Unido   | Katy Marchant        | +0.021        |                   |
| 1             | 4             | México        | Daniela Gaxiola      | +0.075        |                   |
| 1             | 5             | Polonia       | Urszula Łoś          | +0.261        |                   |
| 1             | 6             | Nigeria       | Ese Ukpeseraye       | +2.129        |                   |
| 2             | 1             | Países Bajos  | Hetty van de Wouw    | 10.992"       | 65.502 Q          |
| 2             | 2             | China         | Yuan Liying          | +0.108        |                   |
| 2             | 3             | Italia        | Miriam Vece          | +0.236        |                   |
| 2             | 4             | Canadá        | Lauriane Genest      | +0.236        |                   |
| 2             | 5             | Japón         | Riyu Ohta            | +0.381        |                   |
| 2             | 6             | México        | Yuli Verdugo         | +0.381        |                   |
| 3             | 1             | Alemania      | Emma Hinze           | 10.967"       | 65.651 Q          |
| 3             | 2             | China         | Guo Yufang           | +0.087        |                   |
| 3             | 3             | Polonia       | Marlena Karwacka     | +0.087        |                   |
| 3             | 4             | Australia     | Kristina Clonan      | +0.160        |                   |
| 3             | 5             | Bélgica       | Julie Nicolaes       | +0.204        |                   |
| 3             | 6             | Colombia      | Martha Bayona Pineda | +0.266        |                   |
| 4             | 1             | Bélgica       | Nicky Degrendele     | 11.116"       | 64.772 Q          |
| 4             | 2             | Japón         | Mina Sato            | +0.005        |                   |
| 4             | 3             | Países Bajos  | Steffie van der Peet | +0.108        |                   |
| 4             | 4             | Canadá        | Kelsey Mitchell      | +0.172        |                   |
| 4             | 5             | Nueva Zelanda | Rebecca Petch        | +0.260        |                   |
| 4             | 6             | Australia     | Chloe Moran          | +1.065        |                   |
| 5             | 1             | Reino Unido   | Emma Finucane        | 11.021"       | 65.330 Q          |
| 5             | 2             | Alemania      | Lea Friedrich        | +0.032        |                   |
| 5             | 3             | Francia       | Taky Kouamé          | +0.631        |                   |
| 5             | 4             | Malasia       | Nurul Izzah Izzati   | +0.729        |                   |
| 5             | 5             | Colombia      | Stefany Cuadrado     | +0.862        |                   |
| 5             | 6             | Italia        | Sara Fiorin          | +0.960        |                   |

Q: Se clasificaron a la siguiente ronda.

### Cuartos de final
- Las clasificaciones de cuartos de final finalizaron de la siguiente forma:[5]

| Clasificación | Clasificación | Clasificación | Clasificación        | Clasificación | Clasificación     |
| Serie         | Posición      | País          | Ciclistas            | Tiempo        | Vel. media (km/h) |
| ------------- | ------------- | ------------- | -------------------- | ------------- | ----------------- |
| 1             | 1             | Alemania      | Lea Friedrich        | 11.074"       | 65.017 Q          |
| 1             | 2             | Nueva Zelanda | Ellesse Andrews      | +0.020        | Q                 |
| 1             | 3             | Bélgica       | Nicky Degrendele     | +0.070        | Q                 |
| 1             | 4             | Países Bajos  | Steffie van der Peet | +0.127        | Q                 |
| 1             | 5             | China         | Yuan Liying          | +0.142        |                   |
| 1             | 6             | Australia     | Kristina Clonan      | +0.249        |                   |
| 2             | 1             | Países Bajos  | Hetty van de Wouw    | 10.999"       | 65.460 Q          |
| 2             | 2             | Reino Unido   | Emma Finucane        | +0.020        | Q                 |
| 2             | 3             | Nueva Zelanda | Rebecca Petch        | +0.105        | Q                 |
| 2             | 4             | Japón         | Riyu Ohta            | +0.222        | Q                 |
| 2             | 5             | China         | Guo Yufang           | +0.298        |                   |
| 2             | 6             | Canadá        | Kelsey Mitchell      | +0.341        |                   |
| 3             | 1             | Francia       | Mathilde Gros        | 11.095"       | 64.894 Q          |
| 3             | 2             | Alemania      | Emma Hinze           | +0.007        | Q                 |
| 3             | 3             | Reino Unido   | Katy Marchant        | +0.063        | Q                 |
| 3             | 4             | México        | Daniela Gaxiola      | +0.138        | Q                 |
| 3             | 5             | Japón         | Mina Sato            | +0.164        |                   |
| 3             | 6             | Canadá        | Lauriane Genest      | +0.271        |                   |

Q: Se clasificaron a la siguiente ronda.

### Semifinales
- Las clasificaciones de semifinales finalizaron de la siguiente forma:[6]

| Clasificación | Clasificación | Clasificación | Clasificación        | Clasificación | Clasificación     |
| Serie         | Posición      | País          | Ciclistas            | Tiempo        | Vel. media (km/h) |
| ------------- | ------------- | ------------- | -------------------- | ------------- | ----------------- |
| 1             | 1             | Nueva Zelanda | Ellesse Andrews      | 10.810"       | 66.605 Q          |
| 1             | 2             | México        | Daniela Gaxiola      | +0.104        | Q                 |
| 1             | 3             | Reino Unido   | Emma Finucane        | +0.157        | Q                 |
| 1             | 4             | Países Bajos  | Steffie van der Peet | +0.161        |                   |
| 1             | 5             | Nueva Zelanda | Rebecca Petch        | +0.648        |                   |
| 1             | 6             | Alemania      | Lea Friedrich        | +2.750        |                   |
| 2             | 1             | Países Bajos  | Hetty van de Wouw    | 10.939"       | 65.820 Q          |
| 2             | 2             | Reino Unido   | Katy Marchant        | +0.056        | Q                 |
| 2             | 3             | Alemania      | Emma Hinze           | +0.101        | Q                 |
| 2             | 4             | Bélgica       | Nicky Degrendele     | +0.114        |                   |
| 2             | 5             | Francia       | Mathilde Gros        | +0.301        |                   |
| 2             | 6             | Japón         | Riyu Ohta            | +0.592        |                   |

Q: Se clasificaron a la final.

### Finales
- Los resultados finalizaron de la siguiente forma:[7]

| Posición | País          | Ciclistas            | Tiempo  | Vel. media (km/h) |
| -------- | ------------- | -------------------- | ------- | ----------------- |
|          | Nueva Zelanda | Ellesse Andrews      | 10.744" | 67.014            |
|          | Países Bajos  | Hetty van de Wouw    | +0.062  |                   |
|          | Reino Unido   | Emma Finucane        | +0.092  |                   |
| 4.º      | Reino Unido   | Katy Marchant        | +0.181  |                   |
| 5.º      | Alemania      | Emma Hinze           | +0.280  |                   |
| 6.º      | México        | Daniela Gaxiola      | +0.457  |                   |
| 7.º      | Alemania      | Lea Friedrich        | 10.761" | 66.908            |
| 8.º      | Francia       | Mathilde Gros        | +0.087  |                   |
| 9.º      | Japón         | Riyu Ohta            | +0.144  |                   |
| 10.º     | Países Bajos  | Steffie van der Peet | +0.167  |                   |